# 双山镇 (大方县)
双山镇，是中华人民共和国贵州省毕节市大方县下辖的一个乡镇级行政单位。2019年8月8日，原双山镇的香田社区、杨柳社区、归化社区划归归化街道管辖。

## 行政区划
双山镇下辖以下地区：
双山社区、双山村、杨柳村、中路村、香田村、沙子村、幺塘村、平原村、松树村、高坪村、木格村、红星村、小坝村、普六村、法书村和归化村。